# 新疆巴尔鲁克山国家级自然保护区
新疆巴尔鲁克山国家级自然保护区是位于中华人民共和国新疆维吾尔自治区塔城地区裕民县和托里县境内的国家级自然保护区。保护区面积超过1150平方千米，主要保护对象为雪岭云杉林、新疆野苹果林、野巴旦杏（Amygdalus ledebouriana Schlecht）林以及雪豹、北山羊等野生动植物。新疆巴尔鲁克山国家级自然保护区的前身新疆野巴旦杏林自然保护区是新疆维吾尔自治区建立的首个自然保护区。

## 保护区信息

### 保护区地理信息
新疆巴尔鲁克山国家级自然保护区位于中华人民共和国新疆维吾尔自治区塔城地区裕民县的南部和托里县西北部，地处准噶尔盆地西侧巴尔鲁克山多拉提沟和布尔干河分割的丘状台地之上。巴尔鲁克山是东西向的独立山脉，西南高东北低，全长250千米左右，最宽处80千米，平均海拔2000米，最高山峰为3253米的孔塔坎普峰。山势陡峭，垂直带分布明显。当地地形为开口向西的口袋型，故保护区会受到西风带所带来的降水，年降水量300到500毫米，蒸发量超过1000毫米。保护区冬夏持续长，春秋较短。保护区年均气温5.5到6.5摄氏度，1月均温低于-7摄氏度，7月均温19摄氏度，极低温为-35.9摄氏度，极高温41.8摄氏度。不低于10摄氏度的积温一年可达2800摄氏度，冬季有稳定的积雪。保护区内有深厚的黄土，并发育有山地栗钙土，土壤肥沃。
新疆巴尔鲁克山国家级自然保护区范围东经82°26'-83°13'，北纬45°42'-46°03'。保护区面积1150.37平方千米，实验区面积近329平方千米，缓冲区面积接近387平方千米，核心区域不到435平方千米。保护区林地面积超过346平方千米，其中针叶林面积接近35平方千米，树种以雪岭云杉林为主，阔叶林近38平方千米，主要由为苦杨林、天山桦林、疣枝桦林、新疆野苹果林组成。灌木林面积超过155平方千米，优势种以蔷薇、金丝桃叶绣线菊、锦鸡儿等为主，灌木林包括16平方千米的野巴旦杏林。

### 保护区的建立
新疆巴尔鲁克山国家级自然保护区是新疆维吾尔自治区建立的首个保护区，经新疆维吾尔自治区人民政府批准于1980年4月设立，当时被命名为新疆野巴旦杏林自然保护区。最初保护区面积仅有不到19平方千米。2005年巴尔鲁克山林场范围也被划进了保护区内，面积超过了1150平方千米。保护区名称也更改为巴尔鲁克山自然保护区。2014年，保护区经中华人民共和国国务院批准，升为中华人民共和国国家级自然保护区，保护区主要保护对象是保护区内的雪岭云杉林、新疆野苹果林、野巴旦杏林以及雪豹、北山羊等野生动植物。巴尔鲁克山国家级自然保护区由塔城地区巴尔鲁克山国家级自然保护区管理局管理，在保护区建立伊始被称为野巴旦杏林自然保护区管理所，后改管理局。管理局是隶属于塔城地区林业局的正科级单位，截止2018年管理局在职19人。保护区内有山上管护站、检查站和山下保护所等设施。管理局主要的职责包括对调查、规划、动态监测及管理保护区内的森林资源，并为其提供监管保障。检测保护区内野生动物疫源疫病、防治野生植物病虫害、林业行政执法以及防火、火情监测及处理等工作。

## 动植物
新疆巴尔鲁克山国家级自然保护区内至少有81科444属1178种植物。其中7科8属15种为羊齿植物，3科4属7种为裸子植物，71科431属1136种为被子植物，被子植物中62科360属913种为双子叶植物，9科71属913种为单子叶植物。保护区内植物含30属以上的科有菊科、禾本科和十字花科。10属到30属的有唇形科、伞形科、藜科、豆科、蔷薇科、毛茛科、紫草科、石竹科。另外，玄参科、百合科、兰科、莎草科、蓼科、龙胆科、罂粟科等也存在于保护区内。保护区内植物种数超过20种的属包括黄芪属、苔草属和葱属。蒿属、棘豆属、龙胆属等在保护区内较为常见。保护区内有2科2属6种（变种）的巴尔鲁克山特有种，分别为裕民贝母（Fritillaria yuminensis）、白花裕民贝母（Fritillaria yuminensis var. albiflora）、粉红花裕民贝母（Fritillaria yuminensis var. roseoflora）、托里贝母（Fritillaria tortifolia）、重瓣托里贝母（Fritillaria tortifolia var. plena）以及托里风毛菊。保护区内有被列为《国际自然保护联盟濒危物种红色名录》易危物种的新疆野苹果和濒危物种野巴旦杏（Amygdalus ledebouriana Schlecht）。以及有中华人民共和国《国家重点保护野生植物名录》二级保护植物的新疆阿魏、新疆紫草、贝母属下的新疆贝母、裕民贝母、白花裕民贝母、粉红花裕民贝母、托里贝母及重瓣托里贝母。以种区分植物区系的话，保护区内以北温带成分为主，其中最多的为旧世界温带成分，次于北温带成分的是地中海成分。此处为伊朗-吐兰植物的区系与准噶尔植物区系的汇合点。保护区内植被类型大致可分为山地针叶林、落叶阔叶林、灌丛、荒漠、草原、草甸、沼泽和高山植被八个植被类型。
保护区内至少观察到3目7科19种兽类，在《国家重点保护野生动物名录》中为一级保护动物的有雪豹和北山羊，二级保护动物的有猞猁、雪兔、鹅喉羚、盘羊、石貂、兔狲等。白鼬、香鼬、艾鼬、虎鼬、赤狐、沙狐等自治区级保护动物也生活在保护区内。有16目42科149种鸟类在新疆巴尔鲁克山国家级自然保护区内，常见科有有鹰科、鹟科、雀科和鸭科，国家一级保护动物有大鸨、白鹳、黑鹳、金雕和白肩雕五种，国家二级保护动物有草原雕、猎隼、红隼、黑琴鸡、黑腹沙鸡等37种。保护区内有白条锦蛇、草原蝰等1目2科7种爬行动物以及花背蟾蜍和中国林蛙1目2科2种两栖动物。保护区内水系中主要生活着黑斑高原鰍等鱼类。保护区内分布有14目114科426属585种昆虫纲动物。其中种类最多的鞘翅目和鳞翅目，鞘翅目中种类较多的科包括虎甲科、步甲科、拟步甲科、芫菁科等，鳞翅目中则以夜蛾科、蛱蝶科等最为常见。

### 野巴旦杏
野巴旦杏原广泛分布在中东、地中海沿岸到中亚、中国北部，不过经过第四纪冰河时期后，野巴旦杏分布面积大为缩小。保护区每年2800摄氏度的积温，为野巴旦杏的生长提供了适合的温度。冬季稳定的积雪科保护野巴旦杏的枝条不受冻害。肥沃的土壤为野巴旦杏提供了足够的养料。当地的野巴旦杏种群一般呈团块状分布且较为集中，向外扩散的能力不足。野巴旦杏结实率低，每年春季，保护区内野巴旦杏林会开花，形成一片粉红色景象。而保护区内的野巴旦杏在开花期和幼果形成的时候往往是巴尔鲁克山山区晚霜冻发生的时候，从1998年到2014年间，晚霜冻发生13次。这使得野巴旦杏结实率又下降，基本没有产量。保护区内野巴旦杏面临着至少9种病害、23种虫害。保护区成立后发生过天幕毛虫（Malacosoma neustria）、山楂粉蝶的发生或爆发，严重影响野巴旦杏的生存。同时野巴旦杏种子具有果核较大，不易远距离传播的特性，加上产量小，有容易遭受啃食等影响，更加限制了其向外扩张。除此之外，虽然野巴旦杏具有强大的根孽繁殖力，能从火灾中恢复，但火灾导致的枯死枝干亦会占据野巴旦杏的生存空间并留下火灾隐患。